# Tanzenhaid
Tanzenhaid ist ein Gemeindeteil des Marktes Emskirchen im Landkreis Neustadt an der Aisch-Bad Windsheim (Mittelfranken, Bayern). Tanzenhaid liegt in der Gemarkung Hohholz.

## Geografie
Der Weiler liegt auf einer Waldlichtung und ist von zahlreichen Teichen umgeben: Striegelweiher und Herrenweiher (NW), Tambacher Fischteich (N), Tanzhaidteiche (O und S), Stadelweiher (SW). Im Nordwesten liegt das Herrenholz, im Norden das Langholz und im Süden das Bettelhütlein. Wirtschaftswege führen nach Hohholz zur Staatsstraße 2414 (2 km westlich), nach Emelsdorf (1,7 km nordwestlich) und nach Oberreichenbach zur Kreisstraße ERH 28 (1,6 km südöstlich).

## Geschichte
Der Ort wurde um 1136 als „Tancenhoge“ erstmals schriftlich erwähnt. Am 24. Mai 1753 kam der Ort in den Besitz der Grafen von Pückler-Limpurg.
Gegen Ende des 18. Jahrhunderts gab es in Tanzenhaid 8 Anwesen. Das Hochgericht und die Dorf- und Gemeindeherrschaft übte die Herrschaft Brunn aus. Grundherren waren die Herrschaft Brunn (1 Kellerhof, 5 Güter, 1 Hirtenhaus) und das bambergische Amt Herzogenaurach (1 Hof).
Im Geographischen statistisch-topographischen Lexikon von Franken (1799) wird der Ort folgendermaßen beschrieben:

„Danzenheid, oder vielmehr Kellerhof, Dörfchen im Bambergischen Amte Herzogenaurach. Danzenhaydt ist ein Reichslehen des Hrn. Grafen von Pückler, mit einem Schlosse, 3 Stunden von Neustadt an der Aisch. Zu dem dort stehenden Kellerhause gehört ein ganzes Feld-Lehen dem Hochstifte Bamberg mit Steuer, Lehenschaft etc. etc. gleich einem andern Baurenguth zugethan; und wird per portatorem verliehen.“

Von 1797 bis 1810 unterstand der Ort dem Justizamt Markt Erlbach und Kammeramt Emskirchen. Der Herrensitz Tanzenhaid wurde 1812 abgerissen. Im Rahmen des Gemeindeedikts wurde Tanzenhaid dem 1811 gebildeten Steuerdistrikt Brunn und der 1813 gegründeten Ruralgemeinde Brunn zugeordnet. Mit dem Zweiten Gemeindeedikt (1818) wurde es in die neu gebildete Ruralgemeinde Hohholz umgemeindet. Für die freiwillige Gerichtsbarkeit und die Polizei war bis 1833 das Patrimonialgericht, von 1833 bis 1848 das Pflegamt Brunn zuständig. Am 1. Januar 1972 wurde Brunn im Zuge der Gebietsreform in Bayern nach Emskirchen eingemeindet.

### Baudenkmäler
- Haus Nr. 3: Hofhaus eines ehemaligen Herrensitzes[12]
- Haus Nr. 8: Forsthaus[12]

### Einwohnerentwicklung
| Jahr      | 001818 | 001840 | 001861 | 001871 | 001885 | 001900 | 001925 | 001950 | 001961 | 001970 | 001987 |
| Einwohner | 46     | 16     | 22     | 17     | 11     | 11     | 9      | 13     | 7      | 2      | 2      |
| Häuser    | 8      | 4      |        |        | 3      | 3      | 3      | 2      | 3      |        | 3      |
| Quelle    | [ 14 ] | [ 15 ] | [ 16 ] | [ 17 ] | [ 18 ] | [ 19 ] | [ 20 ] | [ 21 ] | [ 22 ] | [ 23 ] | [ 1 ]  |

## Religion
Der Ort ist seit der Reformation evangelisch-lutherisch geprägt und war ursprünglich nach St. Egidien (Oberreichenbach) gepfarrt, seit der zweiten Hälfte des 19. Jahrhunderts ist die Pfarrei St. Georg (Brunn) zuständig.

## Wanderwege
Durch Tanzenhaid führt der Fernwanderweg Rangau-Querweg.

## Mit dem Ort verbundene Persönlichkeiten
- Albert Constantin von Schwerin[24][25] (* 1870, † 1956 in Tanzenhaid), Jurist, Landwirt, Legationsrat
- Enole Marie von Mendelssohn-Bartholdy[26] (* 1879, † 1947 in Tanzenhaid), Ehefrau von Albert Constantin von Schwerin